# 赤い秘密
『赤い秘密』（あかいひみつ）とは、1985年7月27日から9月28日まで、TBS系列で放送された連続テレビドラマのタイトルである。全10回。

## 概要
原作は山本有三原作の『真実一路』より。
タイトルや内容は1970年代に大映テレビが制作した『赤いシリーズ』に酷似しているが、制作会社は大映テレビではなく東映であるため、『赤いシリーズ』には該当しない。
設定は（放送当時の）現代に置き換えられており、主人公は女子高生のしず子となっている。

## スタッフ
- プロデューサー：加藤貢（東映）、野村清（TBS）
- プロデューサー補：小嶋雄嗣（東映）
- 監督：サブタイトル参照
- 脚本：サブタイトル参照
- 音楽：高島明彦
- 音楽制作：友野久夫
- 助監督：新井清、当摩寿史、鹿島勤ほか
- 現像・テレシネ：東映化学ファイン・ネガ・ビデオシステム
- 製作：東映、TBS

- | [icon] | この節の加筆が望まれています。 |

## キャスト
- 守川しず子：渡辺典子

清華女子高に通っている。水泳部。不在の母に代わって家事全般もこなす。杉並区在住。
- 田村さなえ：美加理

転校生。しず子のクラスメート。水泳部。自身としず子（実は異母姉妹）の出生の経緯に関して、しず子とむつ子を恨んでいる。
- むつ子：加賀まりこ

しず子と義夫の母。10年前に家を飛び出し、新宿のゴールデン街のようなところでスナックを開いている。
- 守川義夫：嶋英二

しず子の弟。小学5年生。母は死んだと聞かされている。
- 守川義平（ぎへい）：中条静夫

しず子と義夫の父。サラリーマン。しず子と血縁関係はないが実の娘同然に育てている。
- 大越：国広富之

清華女子高の教師。しず子とさなえの担任。水泳部顧問。
- 本郷のコースケおじさん：三田村邦彦

むつ子の弟。漫画家・イラストレーター。
- 四谷のおじさん：高田純次

むつ子の兄。和菓子屋を営んでいる。
- 四谷のおじさんの妻：岡本麗
- コースケの連れの若い女：三浦リカ
- 隅田：森本レオ

むつ子の内縁の夫。大学の研究者。留守がち。
- ユミ：白都真理

大越の婚約者。
- 教頭：神山繁

清華女子高の教頭。
- 金融ローンの男：藤木孝

義平の家に督促にたびたび訪れる。
- 高校教師：河原崎長一郎

清華女子高の教師。大越の大学時代の先輩。
- 野崎教師：奈美悦子

清華女子高の教師。
- 相手の女子高の指導者：デビル雅美

第6話ゲスト。水泳の対抗試合相手の女子高の指導者。
- ユミの兄：小林繁

第6話ゲスト。大越の先輩で大学の水泳部の指導者。
- 刑事：岡元達哉、五野上力

大越を連行する刑事たち。
- 医師：内藤武敏

義平が入院する病院の医師。
- 看護婦：大川栄子

義平が入院する病院の看護婦。
- さなえの両親：藤田宗久、立石涼子

亡くなった田村さなえの両親。
- 医師：永井秀明

病気に罹った義夫を診察する医師。
- 女高生：会沢朋子、橘美奈子

清華女子高の生徒。水泳部員。
- 工場の男：武内文平

隅田の研究に資金を提供する男性。
- 大学の助手：下塚誠

隅田の大学の後輩の一人。
- ナレーター： 小林恭治

## 主題歌
- デビル雅美「サイレント・グッバイ～たとえ悲劇でも～」（作詞：内藤綾子、作・編曲：水谷公生、キティ・レコード）

## サブタイトル
| 話数 | 放送日        | サブタイトル           | 脚本                | 監督       |
| ---- | ------------- | ---------------------- | ------------------- | ---------- |
| 1    | 1985年7月27日 | 母さん本当の事を教えて | ちゃき克彰          | 長石多可男 |
| 2    | 8月3日        | 先生!!私を抱きしめて   | ちゃき克彰          | 長石多可男 |
| 3    | 8月10日       | 恐ろしい告白           | 鹿水晶子            | 馬場昭格   |
| 4    | 8月17日       | 招かざる客             | ちゃき克彰          | 鷹森立一   |
| 5    | 8月24日       | ライバルは先生の婚約者 | ちゃき克彰          | 長石多可男 |
| 6    | 8月31日       | 渡されたアパートの鍵   | ちゃき克彰          | 長石多可男 |
| 7    | 9月7日        | 父さん死なないで！     | ちゃき克彰 保利吉紀 | 鷹森立一   |
| 8    | 9月14日       | 本当の母の姿⁉︎          | ちゃき克彰          | 新井清     |
| 9    | 9月21日       | 不吉な足音             | ちゃき克彰 保利吉紀 | 鷹森立一   |
| 10   | 9月28日       | 母の遺書               | ちゃき克彰          | 長石多可男 |

- 最終回では谷川俊太郎の「朝のリレー」が引用されている。

| TBSテレビ 土曜21時枠 | TBSテレビ 土曜21時枠 | TBSテレビ 土曜21時枠       |
| 前番組               | 番組名               | 次番組                     |
| -------------------- | -------------------- | -------------------------- |
| スーパーポリス       | 赤い秘密             | ポニーテールはふり向かない |